# 肝病毒科
肝病毒科（Hepadnaviridae）又譯肝去氧核糖核酸病毒科、嗜肝DNA病毒科，DNA逆转录病毒的一類，主要感染對象為脊椎動物。
下有二個屬：
- 正肝去氧核糖核酸病毒屬（Orthohepadnavirus，正肝病毒屬）
- 鳥類肝去氧核糖核酸病毒屬（Avihepadnavirus，禽肝病毒屬）

## 外部連結
- 微生物免疫學-Hepadnaviridae(肝病毒科) （页面存档备份，存于）
- 生物细胞免疫对抗肝病毒